# Múscul

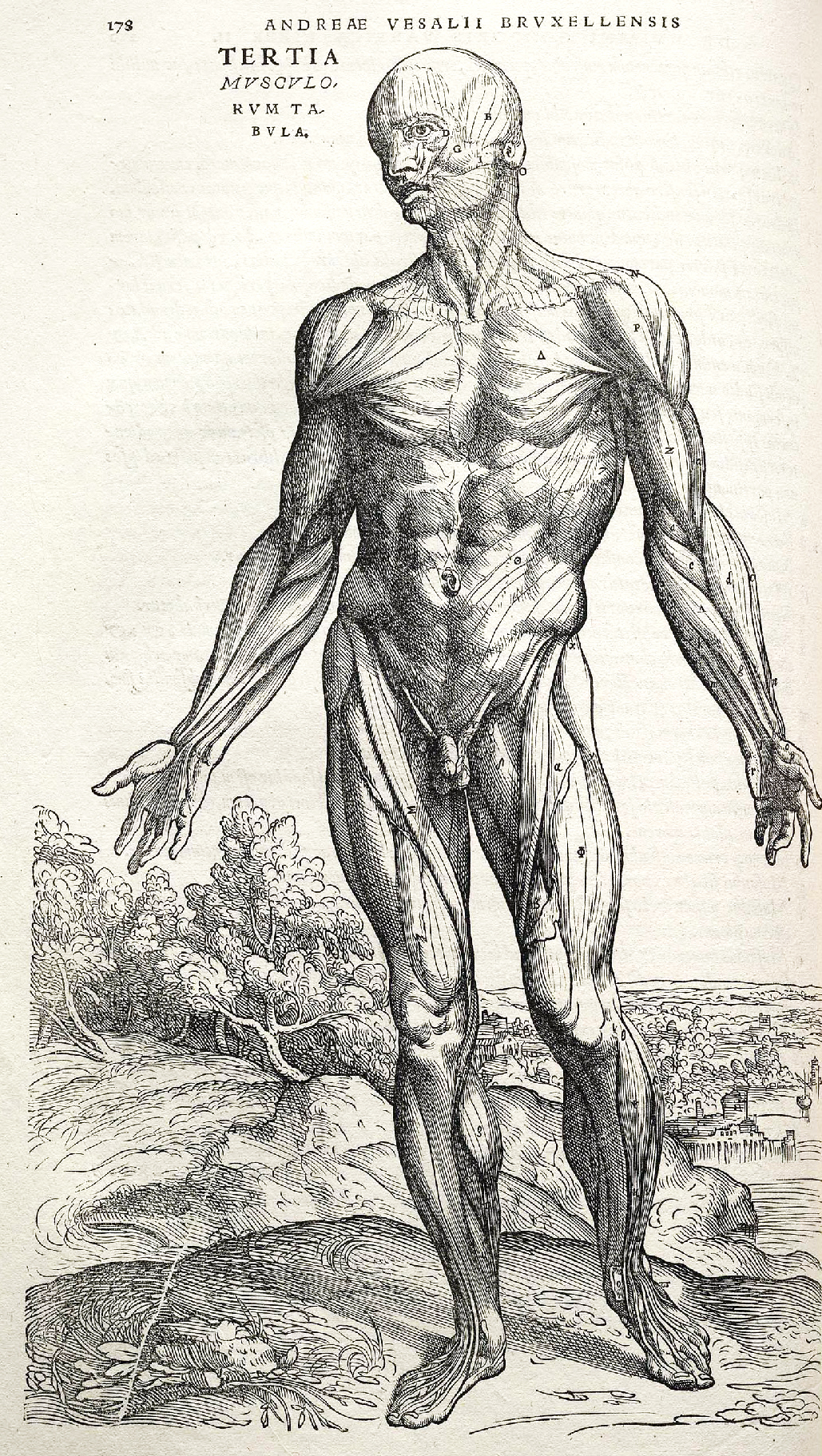
Músculs humans segons un dibuix de l'anatomista Andreas Vesal (De humani corporis fabrica (1543).

El múscul (del llatí, musculus, diminutiu de mus, "ratolí") és el teixit contràctil del cos; deriva de la capa mesodèrmica de cèl·lules germinals embrionàries. En conjunt, són cadascun dels òrgans carnosos que, amb llur contractilitat, són els instruments immediats per a produir o contrarestar els moviments. L'element anatòmic constitutiu és la fibra muscular, que pot ésser llisa o estriada. I per musculatura s'entén com l'agrupació de o bé tots els músculs del cos, o bé els d'una part concreta del cos (per exemple, la musculatura facial o la musculatura cervical).
La seva funció ha de ser el fet de produir moviment de força que fa possible la locomoció o el moviment dins dels òrgans interns; els músculs es contreuen per tal de desplaçar o moure parts del cos, i transportar substàncies en el seu interior. En fisiologia, el múscul és un dels quatre tipus de teixits. Els altres tres són l'epiteli, el teixit connectiu i el teixit nerviós.
Moltes de les contraccions de músculs es realitzen sense una acció conscient, i són accions necessàries per a la supervivència, com ho és la contracció del cor, o el moviment peristàltic, que fa circular l'aliment a través del sistema digestiu. La contracció consisteix en la capacitat que tenen els músculs de disminuir de longitud en una de les dimensions i augmentar-la en l'altre. La contracció de músculs voluntaris s'utilitza per moure el cos, i es pot controlar minuciosament, com són els moviments de l'ull, o moviments grans com el del múscul quàdriceps de la cuixa. El més gran és el gluti major (el qual, juntament amb el gluti mitjà i el gluti menor serveixen per a aixecar i sostenir la pelvis, per a moviments del fèmur i de la cuixa).

## Embriologia
Tots els músculs deriven del mesoderma paraxial. El mesoderma paraxial es divideix al llarg de la llargària de l'embrió en somites, que es corresponen amb la segmentació del cos (com es pot observar de manera òbvia a la columna vertebral). Cada somita té 3 divisions, esclerotoma (que forma vèrtebres), dermatoma (que forma la pell) i miòtom (que forma els músculs). El miòtom es divideix en dues seccions, l'epímer i l'hipòmer, per formar músculs epaxials i hipaxials, respectivament. En els éssers humans els músculs
epaxials són només els músculs erector de la columna (sacroespinals) i els petits músculs intervertebrals, i estan innervats per les branques dorsals dels nervis espinals. Tots els altres músculs, incloent els de les extremitats, són hipaxials, formats a partir de l'hipomer i innervats per les branques ventrals dels nervis espinals.
Durant el desenvolupament, els mioblasts (cèl·lules precursores de les fibres musculars) poden romandre en les somites per a formar els músculs associats amb la columna vertebral o migrar cap al cos per formar tots els altres músculs. La migració dels mioblasts és precedida per la formació de teixit conjuntiu, en general format a partir de la somàtica placa lateral del mesoderma. Els mioblasts segueixen senyals químics als llocs adequats, on es fonen en cèl·lules allargades de múscul esquelètic.

## Classes de músculs

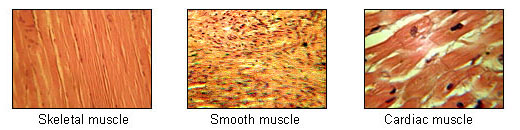
Tipus de musculatura, mostrats en diferents augments. D'esquerra a dreta: múscul esquelètic, múscul estriat i múscul cardíac.

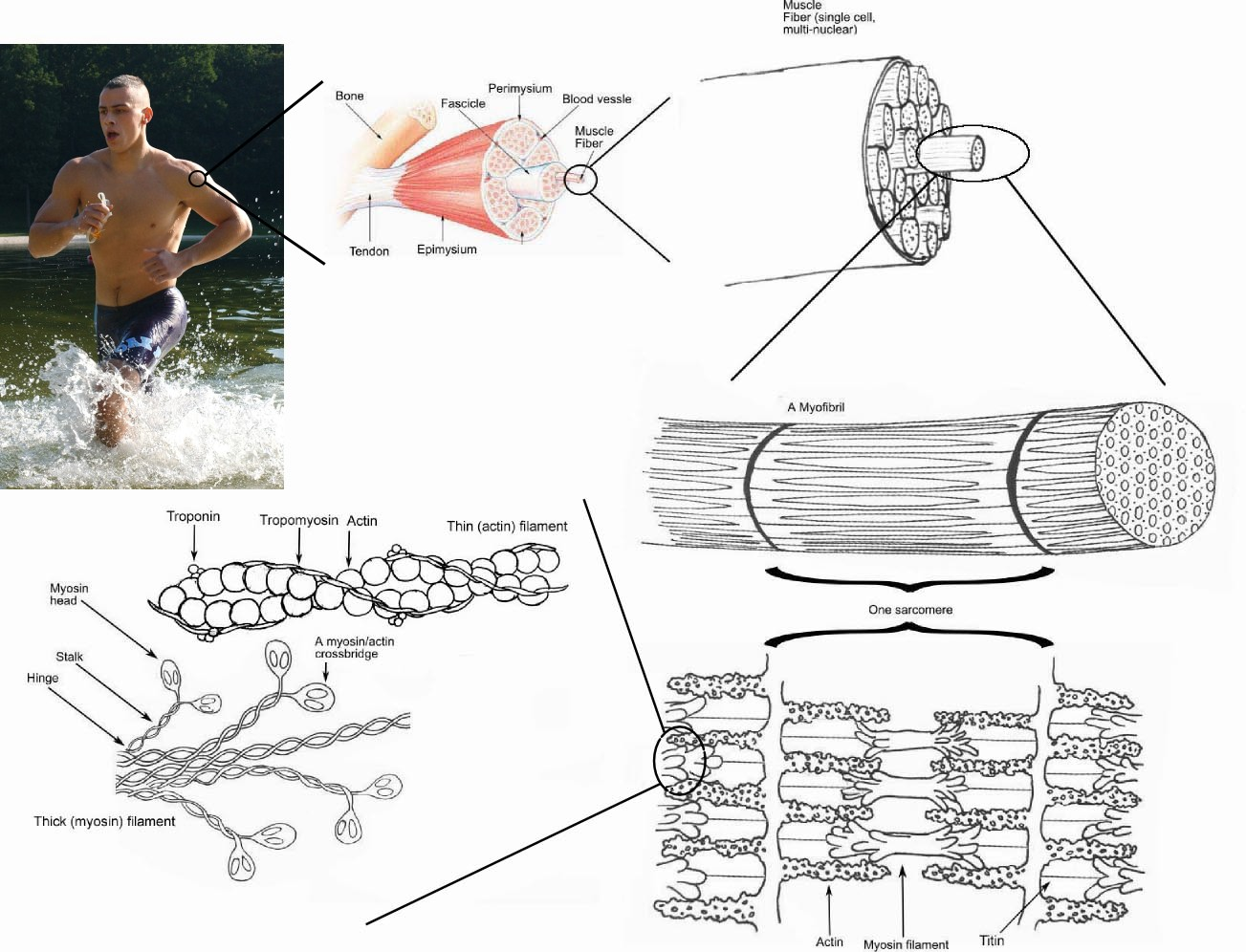
Diagrama d'un múscul esquelètic

Podem diferenciar els diversos tipus o classes de múscul en els següents grups:
- Múscul estriat: n'hi ha de dos tipus, el múscul cardíac i el múscul esquelètic. Els músculs estriats contenen unes bandes transversals separades regularment, els sarcòmers, que empaqueten les fibril·les musculars. Mentre que els músculs esquelètics estan disposats en paquets regulars, paral·lels, el múscul cardíac està format per cèl·lules ramificades que es connecten entre si a través d'unes estructures anomenades discs intercalars. El múscul estriat es contreu i es relaxa en ràfegues curtes i intenses.
  - Múscul esquelètic és un tipus de múscul estriat que està unit als ossos de l'esquelet per tendons (o en alguns llocs per mitjà d'una aponeurosi o membrana fibrosa) i s'utilitza per a moure el cos efectuant moviments voluntaris com pot ser, per exemple, la locomoció dels animals i també és tipus de múscul responsable del manteniment de la postura. Encara que generalment el control postural es manté com un reflex inconscient, els músculs responsables reaccionen al control conscient com els músculs no posturals. Un home adult està compost de mitjana per un 42% de múscul esquelètic mentre que una dona adulta només en tindria un 36% de mitjana d'aquest tipus de múscul a la seva massa corporal.[10]
  - Múscul cardíac és un múscul estriat involuntari que només es troba en el cor (d'aquí el seu nom, miocardi; mio: múscul i cardi: cor), aquest múscul té una estructura semblant a la dels músculs esquelètics i el seu moviment involuntari és automàtic perquè té un sistema de marcapassos que provoca la seva contracció rítmica.
- Múscul llis: és un tipus de múscul de moviment involuntari que es troba formant part de les parets dels òrgans i estructures internes com per exemple l'esòfag, l'estómac, els intestins, els bronquis, l'úter, la uretra, la bufeta o els vasos sanguinis; també trobem els músculs erectors dels pèls a la pell que controlen l'erecció del borrissol corporal. A diferència del múscul esquelètic, el múscul llis no està sotmès a control conscient i les seves contraccions poden durar llargs períodes i tenir-ne de gairebé permanents. Hi ha músculs llisos unitaris, que es contrauen ràpidament (no es desencadena innervació), i músculs llisos multiunitaris, en els quals les contraccions depenen de l'estimulació nerviosa.

El múscul esquelètic es pot dividir al seu torn en diferents subtipus en funció de les característiques de les seves fibres:
- Tipus I o ST: Les fibres de tipus I són presents a músculs que poden estar tot el dia en contracció, com els involucrats en el manteniment de la posició corporal, es caracteritzen per la seva contracció lenta i la seva alta capacitat d'oxidació, pot portar més oxigen i mantenir l'activitat aeròbica. Les fibres de tipus I formen un múscul dens, amb capil·lars i ric en mitocondris i mioglobina, que donen a aquest teixit muscular el seu color vermell característic. Aquestes fibres de contracció lenta s'adapten millor a l'exercici de llarga durada perquè contenen una major quantitat d'enzims mitocondrials.[11]

- Tipus II o FT: Les fibres de tipus II predominen en els músculs de contracció ràpida que es caracteritzen per la seva gran capacitat glucolítica. Estan especialment adaptades per a desenvolupar activitats físiques que requereixin contraccions breus, poderoses i explosives. Hi ha tres tipus principals que són, en ordre creixent de la seva velocitat de contracció:[12]
  - Tipus IIa: igual que en el cas del múscul de tipus de contracció lenta (tipus I), és aeròbic, ric en mitocondris i capil·lars que li donen el seu color vermell.
  - Tipus IIx (també conegut com a tipus IId), que és menys dens en mitocondris i mioglobina. Aquest és el tipus de músculs més ràpid present en els éssers humans. Es pot contreure més ràpidament i amb una major quantitat de força que el múscul oxidatiu, però pot mantenir l'esforç només per un curt període. Si es fa un sobre-esforç apareixen els cruiximents musculars, que són traumatismes a nivell de les miofibril·les musculars que provoquen dolor quan es produeix la contracció del múscul (sovint s'atribueix erròniament aquest dolor a una acumulació d'àcid làctic). Cal assenyalar també que en alguns llibres i articles aquest tipus de múscul humà és anomenat tipus IIB.[13]
  - Tipus IIb, és un múscul anaeròbic i glicolític, molt menys dens en mitocondris i mioglobina. És present en els petits animals com els rosegadors i és el tipus de múscul de contracció més ràpida, la presència d'aquest tipus de fibra muscular explica el color pàl·lid de la seva carn.

## Fisiologia

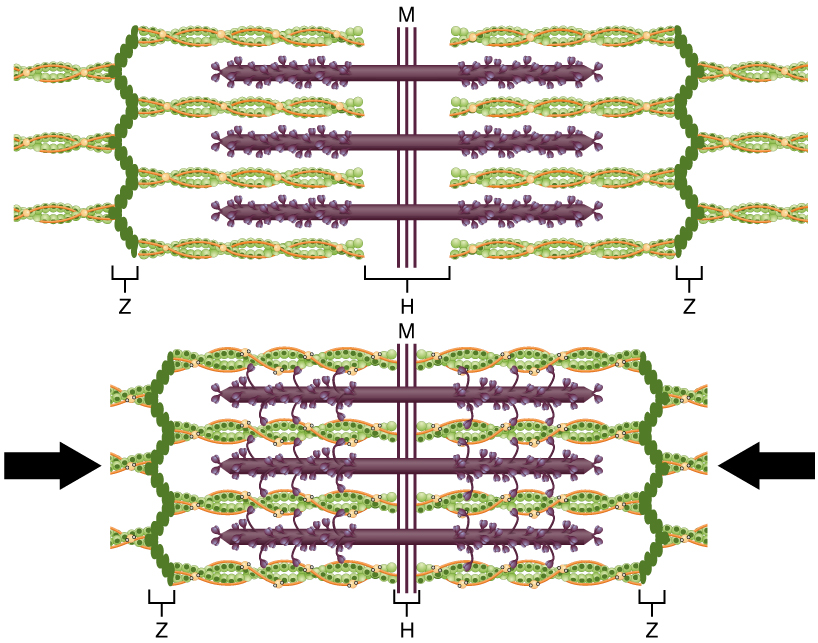
A mesura que un sarcòmer es contrau, la línia Z s'acosta al centre i la banda I s'escurça. La banda A no varia de longitud. Durant una contracció màxima, els filaments prims i gruixuts se superposen.

Els tres tipus de múscul (esquelètic, cardíac i llis) presenten diferències significatives. No obstant això, tots tres utilitzen el moviment de l'actina contra la miosina (combinades, formen l'actomiosina) per generar la contracció muscular. En el múscul esquelètic, la contracció és estimulada per impulsos elèctrics que són transmesos pels nervis, els nervis motors i les motoneurones en particular. Les contraccions del múscul cardíac i del múscul llis són estimulades per les cèl·lules marcapassos internes que es contrauen regularment i propaguen les contraccions de les altres cèl·lules musculars que estan en contacte. Totes les contraccions dels músculs esquelètics i moltes del múscul llis són facilitades pel neurotransmissor acetilcolina.
L'activitat muscular s'emporta la major part de l'energia consumida pel cos. Totes les cèl·lules musculars produeixen adenosina trifosfat (ATP), molècules que s'utilitzen per generar el moviment dels caps de la miosina. Els músculs conserven l'energia en forma de fosfocreatina, que es genera a partir de l'ATP i es pot regenerar en ATP quan sigui necessari amb creatina-cinasa. Els músculs també tenen una manera d'emmagatzematge de la glucosa en forma de glucogen. El glucogen es converteix ràpidament en glucosa quan es necessita energia per a contraccions sostingudes o de gran potència. Dins dels músculs esquelètics, de moviment voluntari, la molècula de glucosa pot ser metabolitzada anaeròbicament en un procés anomenat glicòlisi, que produeix dos ATP i dues molècules d'àcid làctic, cal fer notar que en condicions aeròbiques, no es forma lactat (forma ionitzada de l'àcid làctic) sinó piruvat i es transmet a través del cicle de l'àcid cítric). Les cèl·lules musculars també contenen glòbuls de greix, que s'utilitzen durant l'exercici aeròbic per a produir energia. Els sistemes d'energia aeròbica necessiten més temps per a produir l'ATP i arribar a la seva màxima eficiència, i requereixen molts més passos bioquímics, però produeix molt més ATP que la glicòlisi anaeròbica. El múscul cardíac en canvi, pot consumir fàcilment qualsevol dels tres macronutrients (proteïnes, glucosa i greix) aeròbicament sense necessitar un període d'«escalfament» i sempre extreu el màxim rendiment d'ATP a partir de qualsevol de les molècules en qüestió. El cor, el fetge i els glòbuls vermells també consumeixen l'àcid làctic produït que és excretat pels músculs esquelètics durant l'exercici.

## Funcions del múscul
A continuació s'enumeren les funcions dels músculs:
- Produeixen moviment.
- Generen energia mecànica per a la transformació de l'energia química (biotransformadors).
- Donen estabilitat articular
- Serveixen com a protecció.
- Manteniment de la postura.
- És el sentit de la postura o posició a l'espai, gràcies a les terminacions nervioses incloses al teixit muscular.
- Informació de l'estat fisiològic del cos, per exemple, un còlic renal provoca contraccions fortes del múscul llis generant un fort dolor, signe del mateix còlic.
- Aporta calor, per la seva abundant irrigació, per la fricció i pel consum d'energia.
- Estimulant dels vasos limfàtics i sanguinis. Per exemple, la contracció dels músculs de la cama bomben ajudant la sang de les venes i la limfa a dirigir-se en contra de la gravetat durant la marxa.

El múscul és l'òrgan de major adaptabilitat. Es modifica més que cap altre òrgan tant en el seu contingut com en la seva forma, d'una atròfia severa pot tornar a reforçar-se en poc temps gràcies a l'entrenament, i de la mateixa manera que amb el desús s'atrofia conduint al múscul a una disminució de la mida, força, i fins i tot, a la reducció de la quantitat d'orgànuls cel·lulars. Al múscul esquelètic, si s'immobilitza en la posició de contracció, al cap de poc temps s'adapta a la seva nova longitud requerint entrenament a base d'estirament per a tornar a la seva longitud original.

## Anatomia
L'anatomia dels músculs inclou tant l'anatomia macroscòpica, que abasta tots els músculs d'un organisme, com l'anatomia microscòpica o histologia, que comprèn l'estudi de les estructures d'un sol múscul.

### Anatomia macroscòpica
L'anatomia d'un múscul és l'indicador més important de la seva funció en el cos. L'acció que genera un múscul està determinada per les localitzacions del seu origen i de la seva inserció. La secció transversal d'un múscul, en comptes del seu volum o longitud, determina la quantitat de força que pot generar mitjançant la definició del nombre de sarcòmers que poden funcionar en paral·lel. La quantitat de força exercida sobre l'exterior és determinada per la mecànica de la palanca, més específicament per la relació entre els braços de palanca. Per exemple, movent el punt d'inserció del bíceps allunyant-lo de la base (distal) del radi (més lluny de l'articulació) augmentaria la força generada durant la flexió (i, en conseqüència, el pes màxim que es podria aixecar amb aquest moviment), però disminuint la velocitat màxima de la flexió. En moure el punt d'inserció més a prop de l'articulació (proximal) es traduiria en una disminució de la força, però incrementant la velocitat.
Un aspecte particularment important de l'anatomia macroscòpica dels músculs és la morfologia penniforme o la seva absència. A la majoria dels músculs, totes les fibres s'orienten en la mateixa direcció, seguint una línia des de l'origen fins a la inserció. En els músculs penniformes, les fibres individuals estan orientats en un angle respecte a la línia axial (com la ploma d'un ocell). Atès que durant la contracció de les fibres tiben en angle respecte de l'acció global del múscul, el canvi en la longitud és menor, però aquesta orientació de les fibres en angle permet que el seu nombre sigui més gran en un múscul d'una mida determinada, i, per tant, pot fer més força. Els músculs penniformes generalment es troben on el canvi de longitud és menys important que la força màxima, com en el cas del múscul recte intern de la cuixa.
Hi ha uns 639 músculs esquelètics en el cos humà. No obstant això, el nombre exacte és difícil de definir a causa del tractament diferent segons les fonts d'alguns grups de músculs.

### Anatomia microscòpica

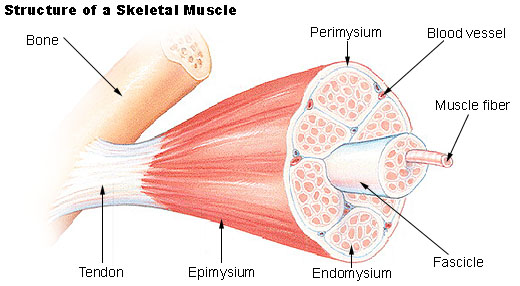
Microanatomia internal del múscul.

Els músculs són formats principalment per cèl·lules musculars i la seva anatomia microscòpica és una part del camp d'estudi de la histologia. Dins de les cèl·lules hi ha miofibril·les, les miofibril·les contenen sarcòmers, que es componen d'actina i miosina. Les fibres musculars individuals són envoltades per l'endomisi. Les fibres musculars estan unides per perimisi (una membrana de teixit connectiu) en paquets anomenats fascicles musculars, aquests feixos s'agrupen per a formar múscul, que està tancat en una funda de teixit connectiu anomenat epimisi. Els fusos musculars es distribueixen al llarg dels músculs i proporcionen informació sensorial al sistema nerviós central.
El teixit muscular esquelètic s'organitza en músculs discrets, un exemple és el bíceps braquial, i es troben connectats per mitjà de tendons a l'esquelet. El múscul cardíac és similar al múscul esquelètic, tant en la seva composició com en la seva acció, es compon de miofibril·les de sarcòmers, però anatòmicament és diferent, ja que les fibres musculars solen ser com un arbre, ramificades i connectades amb altres fibres a través de discs intercalars, i tenen l'aspecte d'un sincici.

## Relació filogenèticadels teixits musculars
Els teixits musculars es poden dividir en sis classes: Llis, ràpid esquelètic, lent esquelètic i cardíac per als vertebrats, i els teixits muscular estriat i llis per invertebrats.
Basant-se en l'estudi i la reconstrucció dels arbres filogenètics dels sis gens de les proteïnes presents en els teixits musculars els resultats suggereixen que l'aparició de teixits musculars i esquelètics succeeix amb anterioritat a la divergència entre vertebrats i artròpodes (aproximadament fa 700 milions d'anys), mentre que el múscul llis de vertebrats sembla evolucionar independentment d'altres músculs. Així mateix es mostra que el múscul esquelètic no és monofilètic, però els músculs esquelètics i cardíacs lents són associats. Els resultats indiquen que el múscul estriat dels artròpodes, el múscul llis dels Urocordats, i els músculs de vertebrats, a excepció del múscul llis, comparteixen un ancestre comú; d'altra banda, el múscul llis dels vertebrats, els artròpodes no musculars i els no musculars comparteixen un ancestre comú.

## Densitat del teixit muscular en comparació amb el teixit adipós
La densitat del teixit muscular esquelètic dels mamífers és d'aproximadament 1,06 kg/litre. Això es pot comparar amb la densitat del teixit adipós (greix), que és de 0,9196 kg/litre. Això significa que el teixit muscular és aproximadament un 15% més dens.

Músculs del cos humà vista frontal

Músculs del cos humà vista posterior

## Músculs del cos humà
Hi ha aproximadament 640 músculs esquelètics al cos humà, i gairebé tots els músculs es constitueixen en parelles de músculs (del costat dret o esquerra), el que resulta en aproximadament 320 parells de músculs. No obstant això, el nombre exacte és difícil de definir, ja que segons les fonts diferents grups de músculs es poden definir com a diferents parts d'un sol múscul o, per contra, com a diversos músculs.

### El múscul humà més fort
El concepte de "força" és en realitat el resultat de tres factors que se superposen: la força fisiològica, determinat per la grandària muscular o àrea de la secció transversal què pot ser una resposta a l'entrenament; la força neurològica determinat pel senyal nerviós que li diu al múscul que es contregui; i la força mecànica determinada per l'angle de la palanca amb què s'exerceix la força muscular, i el moment determinat per la longitud del membre que fa la palanca.
Amb aquests tres factors que afecten la força muscular combinats i tenint en compte que els músculs mai no treballen per separat, no convé comparar la força de músculs individuals, i assenyalar-ne un com "el més fort". Tanmateix, els següents són alguns músculs la força dels quals és notable per diferents motius.
- En el parlar corrent, la "força" muscular se sol referir a la capacitat d'exercir una força sobre un objecte extern; per exemple, aixecar un pes. Segons aquesta definició, el masseter o múscul mandibular és el més fort. El Llibre Guinness dels Rècords del 1992 recull el cas d'algú que exercí una força de mossegada de 4.337 N durant dos segons. El que distingeix el masseter no és res d'especial sobre el múscul en si, sinó el seu avantatge a l'hora de treballar sobre un radi molt més curt que els altres músculs.
- Si "força" es refereix a la força exercida pel múscul en si, per exemple al pla en què s'insereix en un os, aleshores els músculs més forts són els que tenen l'àrea de perfil transversal més gran. Això es deu al fet que la tensió exercida per una fibra muscular esquelètica individual no varia gaire. Cada fibra pot exercir una força d'aproximadament 0,3 micronewtons. Segons aquesta definició, se sol dir que el múscul més fort del cos és el gluti major o el quàdriceps femoral.
- A massa igual, un múscul més curt serà més fort que un de llarg. La capa miomètrica de l'úter podria ser el múscul més fort per pes del cos humà. Quan es dona a llum un infant, l'úter humà sencer pesa aproximadament 1.100 grams. Durant el part, l'úter exerceix entre 100 i 400 N de força cap avall amb cada contracció.
- Els músculs externs de l'ull són notablement grans i forts amb relació a la mida i el pes reduïts del globus ocular. Sovint es diu que són "els músculs més forts del cos pel treball que han de fer", i a vegades s'afirma que són "100 vegades més forts del que els caldria". Tanmateix, els moviments oculars (especialment els moviments sacàdics utilitzats en l'escaneig facial i la lectura) sí que requereixen moviments veloços, i els músculs oculars són exercits cada nit durant el son REM.
- L'afirmació que diu que "la llengua és el múscul més fort del cos" apareix sovint en llistes de curiositats, però resulta difícil trobar una definició de "força" que faci realitat aquesta afirmació. Cal destacar que la llengua consisteix en setze músculs, no només un.
- El cor pot ser el múscul que exerceix la major quantitat de treball físic al llarg de la vida. Les estimacions del rendiment del cor humà varien entre 1 i 5 watts.[20] Això és molt inferior al rendiment màxim d'altres músculs; per exemple, el quàdriceps pot generar més de 100 watts, però només durant uns minuts. El cor fa el seu treball constantment durant tota la vida, sense pausa, i així treballa més que els altres músculs. Un rendiment d'un watt constantment durant vuitanta anys equival un rendiment total de 2,5 gigajoules.